# Amtsgericht Duisburg-Hamborn

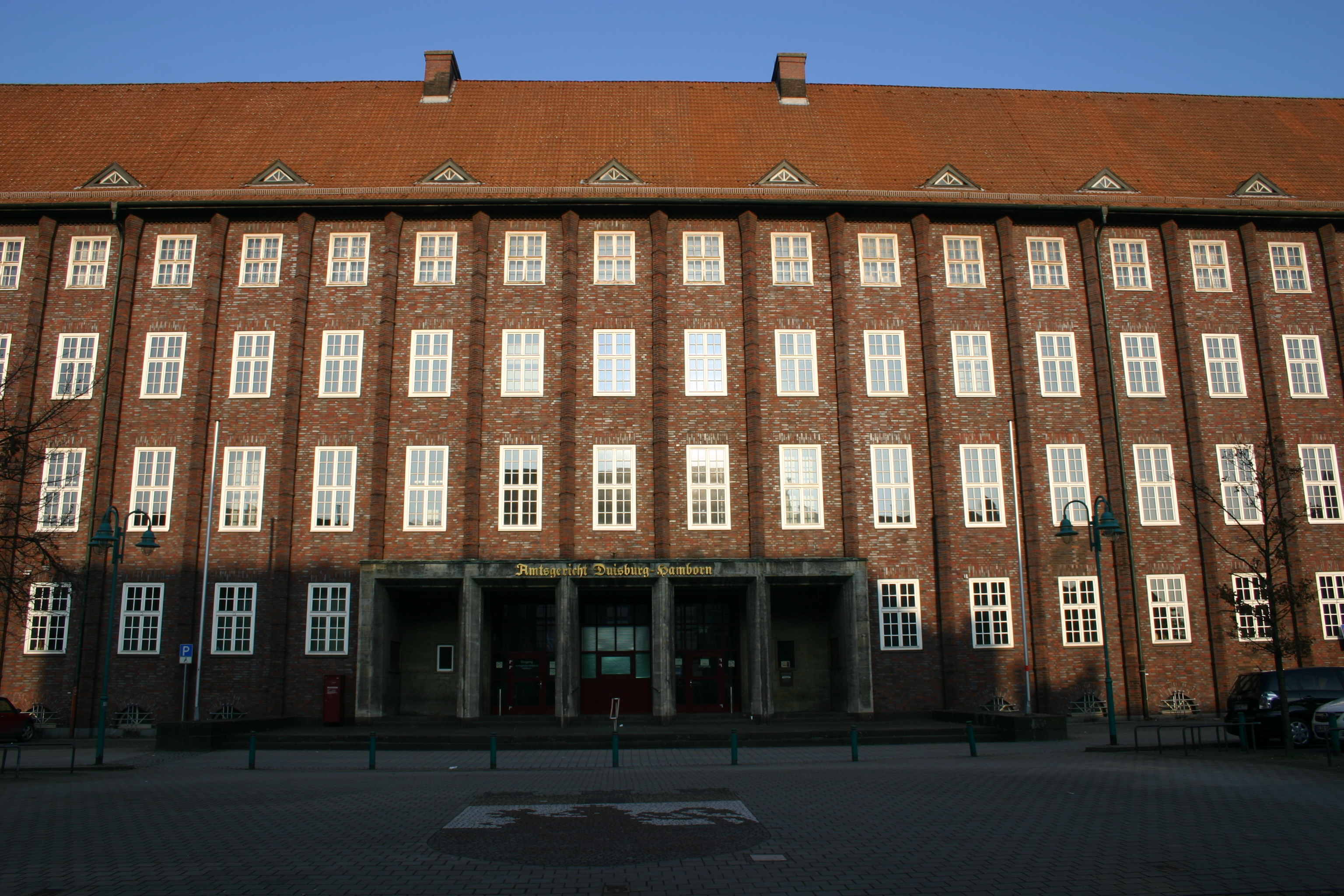
Haupteingang des Hamborner Amtsgerichts

Das Amtsgericht Duisburg-Hamborn (bis 1929: Amtsgericht Hamborn) ist ein Gericht der ordentlichen Gerichtsbarkeit und eines von sieben Amtsgerichten im Bezirk des Landgerichts Duisburg.

## Gerichtssitz und -bezirk
Sitz des Gerichts ist Duisburg-Hamborn in Nordrhein-Westfalen. Der Gerichtsbezirk umfasst die Stadtbezirke Duisburg-Walsum mit den Stadtteilen Vierlinden, Overbruch, Alt-Walsum, Aldenrade, Wehofen, Fahrn sowie Duisburg-Hamborn mit den Stadtteilen Röttgersbach, Marxloh, Obermarxloh, Neumühl, Alt-Hamborn in der kreisfreien Stadt Duisburg.

## Geschichte
Das Amtsgericht Hamborn wurde durch ein preußisches Gesetz vom 18. Dezember 1920 zum 1. November 1921 für die damals noch selbständige Stadt Hamborn errichtet. Mit der Eingliederung der Stadt nach Duisburg 1929 änderte sich der Name in Amtsgericht Duisburg-Hamborn.

## Über- und nachgeordnete Gerichte
Dem Amtsgericht Duisburg-Hamborn ist das Landgericht Duisburg übergeordnet. Zuständiges Oberlandesgericht ist das Oberlandesgericht Düsseldorf.